# Айн-Газаль

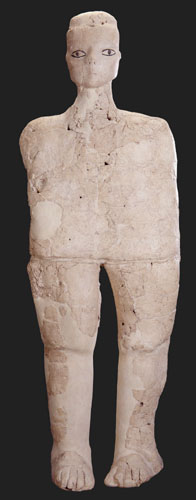
Жіноча статуетка з Айн-Газаль

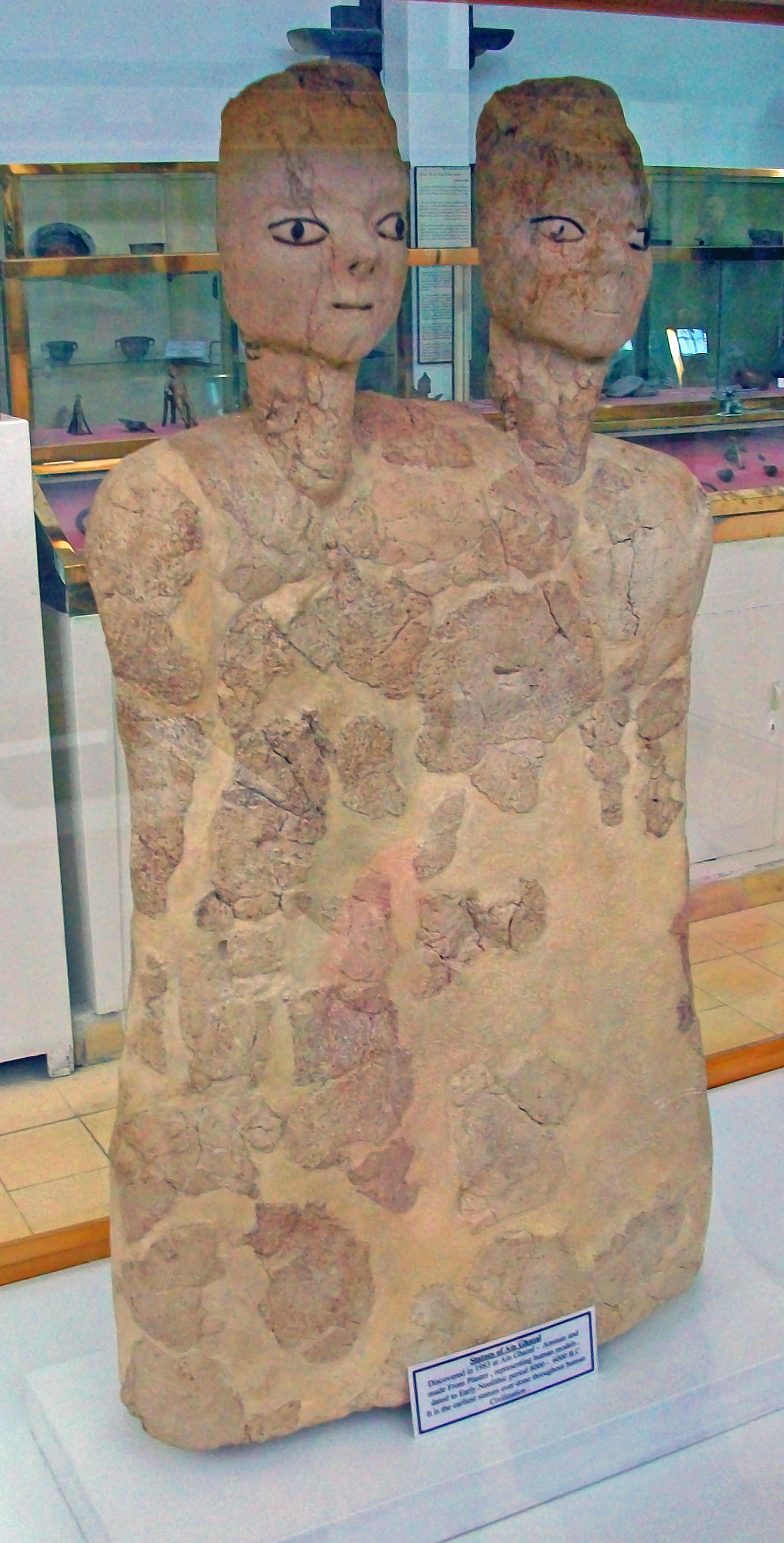
Статуетка з Йорданського археологічного музею

Айн-Газаль (араб. عين غزال) — поселення культури докерамічного неоліту B в передмісті Амману, Йорданія. Відповідно до старого датування, було населене в період 7250 — 5000 років до н. е.; більш сучасне каліброване датування удревляє цей період до 8440 — 6500 рр. до н. е.. Площа — 15 га, одне з найбільших поселень епохи неоліту. Іноді пізній етап розвитку Айн-Газаля класифікують як докерамічний неоліт C.

## Поселення
За часів свого розквіту (кінець 8-го тисячоліття до н. е.) населення становило близько 3000 осіб (більше, ніж у місті Єрихон в ту саму епоху). Після 6500 року до н. е. протягом декількох поколінь населення скоротилося в кілька разів, ймовірно, через погіршення клімату.
Складається з великої кількості будівель, які діляться на три різних райони. Прямокутні споруди з сирцевої цегли складалися з двох і більше неоднакових кімнат. Стіни іззовні обмазували глиною, а зсередини — алебастром, яким покривали і підлогу. Покриття оновлювали раз у декілька років.
На розташованих поблизу полях розводили  пшеницю, ячмінь, бобові, а також пасли кіз. До того ж, мешканці  полювали на диких оленів, газелей, ослів, кабанів, лисиць, зайців тощо.

## Культура
Частину мерців ховали у фундаменті будівель, інших — в полях. Черепа мерців, похованих у будинках, зберігали окремо. Археологи виявили такі черепа в декількох місцях Палестини, Сирії та Йорданії, в тому числі в Айн-Газалі. Вони були покриті алебастром, очниці були залиті бітумом, що свідчить про своєрідний культ предків у цих місцях. Деякі мерці взагалі не були поховані і потрапляли до сміттєвих куп.
Крім решток людей ховали антропоморфні алебастрові статуї, які були покладені біля особливих будівель, ймовірно, мали ритуальне значення. На голові статуй були зображені очі і волосся, на тілі — татуювання у вигляді орнаменту або одяг. Для зображення очей використовували раковини, а зіниць — бітум. У селищі знайдено 32 таких статуї, з яких 15 в повний зріст, ще 15 — бюсти і дві фрагментарно збережені голови. Три бюста мали по дві голови. Одна зі статуй, приблизно VI тисячоліття до н. е., зображує жінку з великими очима, тонкими руками, виступаючими колінами і ретельно виліпленими пальцями ніг.

## Археологічні дослідження
Давнє поселення було відкрито випадково при будівництві дороги в 1974 році. Розкопки почалися в 1982 році і тривали до 1989 року. На початку 1990-х років була проведена ще одна серія досліджень.

## Палеогенетика
У мешканців Айн-Газалю були виявлені Y-хромосомні гаплогрупи  CT,  E, E1b1b1,  T (xT1a1, T1a2a) і мітохондріальні гаплогрупи  R0a, R0a2,  T1a, T1a2.

#### Ресурси Інтернету
- Вікісховище має мультимедійні дані за темою: Айн-Газаль
- Scarre Chris (ed.): The Human Past, Thames & Hudson 2005, p.222
- 'Ain Ghazal statues at Smithsonian Institution
- 'Ain Ghazal Excavation Reports (menic.utexas.edu)
- Institut du Monde Arabe
- The ‘Ain Ghazal Statue Project
- The Joukowsky Institute of Archaeology [Архівовано 26 травня 2012 у Archive.is]
- [Архівовано 19 липня 2013 у Wayback Machine.]
- [Архівовано 9 березня 2018 у Wayback Machine.]